# 双乳镇
双乳镇，是中华人民共和国陕西省安康市汉阴县下辖的一个乡镇级行政单位。

## 行政区划
双乳镇下辖以下地区：
双乳村、三同村、新塘村、南窑村、叶家坝村、江河村、玉河村和安林村。